# Арамбуру, Франсиско
Франсиско Арамбуру (порт.-браз. Francisco Aramburu; 7 января 1922, Уругуаяна, Риу-Гранди-ду-Сул — 1 октября 1997, Рио-де-Жанейро), более известный под именем Шико (порт. Chico) — бразильский футболист, нападающий. Обладал чрезвычайно высокой скоростью бега и очень мощными ударами с обеих ног. Одна из легенд футбольного клуба «Васко да Гама», считается лучшим 11-м номером в истории клуба.

## Карьера
Шико начал карьеру в клубе родного города «Ферро Каррил», затем он два сезона играл за «Гремио». В 1943 году Шико перешёл в клуб «Васко да Гама», за который выступал уже до конца своей карьеры, выиграв с клубом 5 чемпионатов Рио и один Кубок Рио.
За сборную Бразилии Шико провёл 21 матч (12 побед, 3 ничьих и 6 поражений), забив 8 голов. В одном из первыйх своих матчей за сборную Шико выиграл Кубок Рока в 1945 году, а через год он был участником южноамериканского чемпионата в 1946 году, где бразильцы заняли второе место, а сам Шико забил два гола. Последний матч против хозяев чемпионата аргентинцев должен был выявить и победителя первенства, встреча носила очень яростный характер, несколько раз драки на поле даже приходилось разнимать с помощью полиции, которая «не церемонилась» с гостями, в частности одним из наиболее пострадавших стал Шико, получивший несколько ударов.
В 1950 году Шико, в составе сборной, поехал на чемпионат мира, став одним из 6-ти игроков «Васко», поехавших на мундиаль, на котором провёл 4 матча, включая решающий, в котором бразильцы проиграли 1:2 Уругваю, в нём Шико мог сравнять счёт, ударив с паса Адемира головой, но голкипер уругвайцев Масполи спас свою команду. Этот матч стал последним для Шико в футболке национальной сборной.

«Я попросил Адемира и Зизиньо атаковать Обдулио сразу после приёма мяча, но игроки боялись Флавио Косты, который про это ничего не говорил. Все на мундиале слепо слушали его, даже я. Тогда я подумал, что это будет слишком рискованно, сделай я что-нибудь сам.»

Шико умер 1 октября 1997 года в своём доме в Рио от сердечного приступа.

## Достижения
- Победитель турнира Начала чемпионата Рио-де-Жанейро: 1942, 1944, 1945, 1948
- Победитель Муниципального турнира в Рио-де-Жанейро: 1944, 1945, 1946, 1947
- Чемпион штата Рио-де-Жанейро: 1945, 1947, 1949, 1950, 1952
- Обладатель Кубка Рока: 1945
- Обладатель Кубка Рио-Бранко: 1947, 1950
- Победитель Клубного чемпионата Южной Америки: 1948
- Обладатель Кубка Рио: 1953